# Trường Đại học Văn khoa Sài Gòn
Trường Đại học Văn khoa Sài Gòn là một thành viên của Viện Đại học Sài Gòn.

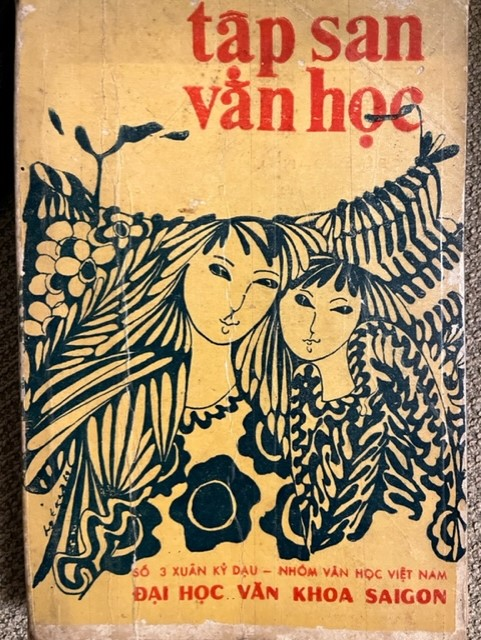
Tập-san Văn-học của trường Đại học Văn khoa, ấn bản Xuân Kỷ dậu 1970

## Lịch sử
Tiền thân của trường Đại học Văn khoa là trường Đại học Văn khoa Việt Nam do Bộ trưởng bộ Quốc gia Giáo dục - Phan Huy Quát cho thành lập vào năm 1946 thời Quốc gia Việt Nam. Hoạt động của Trường trong những năm kế tiếp bị gián đoạn vì tình hình chính trị. Mãi đến năm 1954, thời Đệ Nhất Cộng hòa, Trường Đại học Văn khoa mới được ưu tiên phát triển. Lúc đầu, trường Đại học Văn khoa chỉ cấp bằng Cử nhân Văn chương Pháp và Anh, phải đến niên học 1947-1961 thì chương trình Cử nhân Giáo khoa Văn chương Việt Nam mới được hoàn thiện. Cũng năm đó, chương trình Cử nhân Giáo khoa Triết học cũng được hoàn tất.
Trường Đại học Văn khoa cũng có mặt trong mốc văn nghệ lịch sử của Việt Nam khi ca sĩ Khánh Ly vào năm 1967 xuất hiện trên sân khấu ở sân trường hát những bản nhạc của nhạc sĩ Trịnh Công Sơn lôi cuốn nhiều người hâm mộ. Nữ danh ca Hoàng Oanh, MC Nguyễn Ngọc Ngạn cũng từng là cựu sinh viên của trường.

### Sau năm 1965
Tháng 10 năm 1965, trường Đại học Văn khoa có nhiều thay đổi về mục tiêu, chương trình và nội dung đào tạo. Tháng 4 năm 1978, trường Đại học Văn khoa giải thể vì phải hợp nhất với trường Đại học Khoa học để lập thành trường Đại học Tổng hợp Thành phố Hồ Chí Minh - một trung tâm đào tạo và nghiên cứu khoa học cơ bản lớn nhất ở các tỉnh thành phía Nam. Ngày 30 tháng 3 năm 1979, trường Đại học Khoa học Xã hội và Nhân văn được thành lập trên cơ sở tách ra từ trường Đại học Tổng hợp Thành phố Hồ Chí Minh và là một trong những thành viên của Đại học Quốc gia Thành phố Hồ Chí Minh.

## Nhân vật liên quan
- Cao Văn Viên: Cựu sinh viên, Đại tướng, Tổng Tham mưu trưởng Quân lực Việt Nam Cộng hòa
- Doãn Quốc Sỹ: giáo sư
- Tạ Ký: nhà thơ, nhà giáo
- Nguyễn Ngọc Ngạn: Cựu sinh viên, nhà văn, MC nổi tiếng (của Trung tâm Thúy Nga)
- Đức Huy: Ca sĩ, nhạc sĩ sáng tác
- Hoàng Oanh: Cựu sinh viên, ca sĩ nổi tiếng (trước năm 1975) và ở Hải ngoại
- Nguyễn Khắc Hoạch: Khoa trưởng trường Đại học Văn khoa Sài Gòn
- Thanh Lan: Cựu sinh viên, ca sĩ nổi tiếng [3] trước năm 1975
- Nguyễn Thị Kim Ngân: Cựu sinh viên, Chủ tịch Quốc hội nước Cộng hòa Xã hội chủ nghĩa Việt Nam